# Fulanieremomela
Fulanieremomela (Eremomela pusilla) är en fågel i familjen cistikolor inom ordningen tättingar.

## Utseende och läte
Fulanieremomela är en liten och rätt färgglad sångare. Huvudet är mestadels grått, ovansidan olivgrön och undersidan vitaktig på övre delen av bröstet, medan nedre delen och buken är gul. Arten liknar gulbukig eremomela, men har längre stjärt och är mer bjärt i färgerna, med grönare rygg och gult högre upp på bröstet. Sången består av en utdragen serie med mörka "whichew", vanligen avgiven i gryningen. Bland lätena hörs korta drillar och mörka, gnissliga toner som kan höras i kör från en hel flock.

## Utbredning och systematik
Fågeln förekommer från Senegal och Gambia till Kamerun, sydvästra Tchad och nordvästra Centralafrikanska republiken. Den behandlas som monotypisk, det vill säga att den inte delas in i några underarter.

### Familjetillhörighet
Cistikolorna behandlades tidigare som en del av den stora familjen sångare (Sylviidae). Genetiska studier har dock visat att sångarna inte är varandras närmaste släktingar. Istället är de en del av en klad som även omfattar timalior, lärkor, bulbyler, stjärtmesar och svalor. Idag delas därför Sylviidae upp i ett antal familjer, däribland Cisticolidae.

## Levnadssätt
Fulanieremomelan hittas i lummigt skogslandskap och savann. Fågeln är aktiv och rör sig rastlöst, vanligen i smågrupper.

## Status
Arten har ett stort utbredningsområde och beståndet anses vara stabilt. Internationella naturvårdsunionen IUCN listar den därför som livskraftig (LC).

## Namn
Fulani är en folkgrupp i västra, centrala och östra Afrika. Släktesnamnet Eremomela som också återspeglas i fåglarnas trivialnamn betyder "ökensång", efter grekiska eremos för "öken" och melos, "sång" eller "melodi".